# 本江 (魚津市)
本江（ほんごう）は富山県魚津市の大字である。

## 概要
下野方地区に属している。地名の由来は、当時片貝川が本江村に流れていたという説（下新川郡町村部落地名起源調より）と、元々『本郷』であったが『郷』の草書を『江』と書き間違えたことによるという説（下新川郡史稿）がある。

## 歴史
藩政期は新川郡加積郷で加賀藩領、1889年に一部を魚津町に編入し、残余は下野方村の大字となった。同年に村役場が置かれ、1890年9月に下野方簡易小学校が移転、1899年に小坂機業場が設立され、製糸・織物が盛んになった。1907年に当地を通り片貝谷村へ至る道路が開通している。1936年の電鉄魚津駅開業後は、駅周辺が市街地化された。
1969年、一部が現行の双葉町、本江新町、鴨川町に、1972年に一部が現行の文化町、新宿にそれぞれ編入された。

## 主な施設
- 魚津市立よつば小学校
- 魚津郵便局
- 魚津警察署
- 富山県東部消防組合消防本部
- 魚津市立図書館
- 旧・魚津市総合体育館
  - 吉田グラウンド
- 新川厚生センター魚津支所
- オークスセレモニーホール魚津
- オーアイ工業
- 大阪屋ショップ魚津本江店
- トヨタモビリティ富山魚津店
- しまむら魚津店
- アベイル魚津店
- アオキ魚津店
- ABCマート魚津店
- ワークマンプラス魚津店

## 世帯数と人口
2024年（令和6年）12月31日現在の世帯数と人口は以下の通りである。
| 世帯数  | 人口    |
| ------- | ------- |
| 866世帯 | 2,139人 |

なお、1979年（昭和54年）時点での世帯数は457世帯、人口は1,619人であった。

## 小・中学校の学区
市立小・中学校に通う場合、学区は以下の通りとなる。
| 小学校               | 中学校             |
| -------------------- | ------------------ |
| 魚津市立よつば小学校 | 魚津市立西部中学校 |